# Atletica leggera ai Giochi della XXXII Olimpiade - Lancio del martello maschile

Video della Finale

Ai Giochi della XXXII Olimpiade la competizione del Lancio del martello maschile si è svolta dal 2 al 4 agosto 2021 presso lo Stadio nazionale di Tokyo.

## Presenze ed assenze dei campioni in carica
| Competizione         | Atleta           | Prestazione | Tokyo 2020  |
| -------------------- | ---------------- | ----------- | ----------- |
| Olimpiadi 2016       | Dilšod Nazarov   | 78,68 m     | Ritir. 2019 |
| Commonwealth 2018    | Nick Miller      | 80,26 m     | Presente    |
| Europei 2018         | Wojciech Nowicki | 80,12 m     | Presente    |
| Asiatici 2018        | A. A. El-Seify   | 76,88 m     | Presente    |
| Mondiali 2019        | Paweł Fajdek     | 80,50 m     | Presente    |
|                      |                  |             |             |
| Mondiali junior 2018 | Jake Norris      | 80,65 m     | Non qual.   |

1. ↑  Sotto la bandiera della Gran Bretagna.

1. ↑  Il peso dell'attrezzo è 6 kg.

Graduatoria mondiale
In base alla classifica della Federazione mondiale, i migliori atleti iscritti alla gara erano i seguenti:
| Pos. | Atleta           | Punti | Note |
| ---- | ---------------- | ----- | ---- |
| 1    | Paweł Fajdek     | 1407  |      |
| 2    | Wojciech Nowicki | 1389  |      |
| 3    | Bence Halász     | 1334  |      |

## La gara
Due campioni si contendono l'alloro di leader mondiale della specialità: Wojciech Nowicki e Paweł Fajdek, entrambi polacchi. Il primo è campione europeo in carica, il secondo è il campione mondiale.
Tutti i migliori si qualificano per la finale. 

Nowicki è protagonista di una sensazionale serie di tre lanci in crescendo: 81,18, 81,72 e 82,52. Il rivale non riesce a fare meglio di 78,58 ed è superato sia dal giovane ucraino (classe 2001) Mychajlo Kochan (80,39) che dal sorprendente Eivind Henriksen (Norvegia) che, partendo da un personale di 78,25 datato 2019, si è migliorato dapprima in qualificazione con 78,79 (nuovo record nazionale), poi ha eseguito una progressione da 79,18 (1º turno) a 80,31 (3º turno). In quarta posizione c'è il francese Quentin Bigot con 79,39.

Al quarto turno Nowicki si ripete oltre gli 81 metri, mentre Fajedk delude. Il quinto lancio di Nowicki è di nuovo oltre gli 82 metri. Fajdek finalmente esulta per un lancio a 81,53 che dà una svolta alla sua gara. Ma la sua felicità dura poco: Henriksen lo supera, di poco, con 81,58 e lo relega al bronzo. Il norvegese conclude la sua brillante serie con un altro lancio (il terzo) sopra gli 80 metri.

## Risultati

### Qualificazioni
Qualificazione: 77,50 (Q) oppure i 12 migliori atleti (q) accedono alla finale.
| Pos. | Gruppo | Atleta                 | Nazione       | Lanci | Lanci | Lanci | Misura | Note |
| Pos. | Gruppo | Atleta                 | Nazione       | 1°    | 2°    | 3°    | Misura | Note |
| ---- | ------ | ---------------------- | ------------- | ----- | ----- | ----- | ------ | ---- |
| 1    | B      | Wojciech Nowicki       | Polonia       | 79,78 | —     | —     | 79,78  | Q    |
| 2    | B      | Rudy Winkler           | Stati Uniti   | 76,39 | 78,81 | —     | 78,81  | Q    |
| 3    | B      | Eivind Henriksen       | Norvegia      | 78,79 | —     | —     | 78,79  | Q    |
| 4    | A      | Quentin Bigot          | Francia       | 76,10 | 78,73 | —     | 78,73  | Q    |
| 5    | A      | Mychajlo Kochan        | Ucraina       | 76,82 | 78,36 | —     | 78,36  | Q    |
| 6    | A      | Nick Miller            | Gran Bretagna | n     | 76,93 | n     | 76,93  | q    |
| 7    | B      | Javier Cienfuegos      | Spagna        | 72,76 | 75,56 | 76,91 | 76,91  | q    |
| 8    | A      | Eşref Apak             | Turchia       | 75,87 | 76,76 | 75,15 | 76,76  | q    |
| 9    | A      | Paweł Fajdek           | Polonia       | 74,28 | n     | 76,46 | 76,46  | q    |
| 10   | A      | Serghei Marghiev       | Moldavia      | 74,31 | 72,25 | 75,94 | 75,94  | q    |
| 11   | A      | Valeriy Pronkin        | ROC           | 75,09 | 75,80 | 75,80 | 75,80  | q    |
| 12   | B      | Daniel Haugh           | Stati Uniti   | n     | n     | 75,73 | 75,73  | q    |
| 13   | A      | Gabriel Kehr           | Cile          | 74,46 | 72,61 | 75,60 | 75,60  |      |
| 14   | A      | Bence Halász           | Ungheria      | 75,39 | n     | 75,03 | 75,39  |      |
| 15   | A      | Diego del Real         | Messico       | n     | 73,32 | 75,17 | 75,17  |      |
| 16   | A      | Alex Young             | Stati Uniti   | 75,09 | 75,02 | n     | 75,09  |      |
| 17   | B      | Humberto Mansilla      | Cile          | 73,17 | 74,76 | 72,77 | 74,76  |      |
| 18   | A      | Ivan Tikhon            | Bielorussia   | 72,48 | 74,57 | n     | 74,57  |      |
| 19   | B      | Yury Vasilchanka       | Bielorussia   | n     | 73,27 | 74,00 | 74,00  |      |
| 20   | B      | Hlib Piskunov          | Ucraina       | 72,42 | 73,37 | 73,84 | 73,84  |      |
| 21   | B      | Tristan Schwandke      | Germania      | 72,92 | 72,74 | 73,77 | 73,77  |      |
| 22   | B      | Michail Anastasakis    | Grecia        | 73,52 | 73,22 | n     | 73,52  |      |
| 23   | B      | Mostafa El Gamel       | Egitto        | 72,13 | 72,76 | 71,85 | 72,76  |      |
| 24   | B      | Marcel Lomnický        | Slovacchia    | 71,17 | n     | 72,52 | 72,52  |      |
| 25   | A      | Christos Frantzeskakis | Grecia        | 72,19 | n     | 70,64 | 72,19  |      |
| 26   | B      | Ashraf Amgad El-Seify  | Qatar         | 71,84 | n     | n     | 71,84  |      |
| 27   | A      | Hleb Dudarau           | Bielorussia   | n     | 71,04 | 71,60 | 71,60  |      |
| 28   | B      | Taylor Campbell        | Gran Bretagna | n     | 71,34 | n     | 71,34  |      |
| 29   | A      | Sukhrob Khodjaev       | Uzbekistan    | 70,87 | n     | 71,26 | 71,26  |      |
| 30   | B      | Mergen Mamedov         | Turkmenistan  | 62,93 | 67,41 | 67,53 | 67,53  |      |
| 31   | B      | Özkan Baltacı          | Turchia       | 63,63 | r     | —     | 63,63  |      |

### Finale
| Record mondiale      | Jurij Sedych    | 86,74 m | Stoccarda | 30 agosto 1986    |
| Record olimpico      | Sergej Litvinov | 84,80 m | Seul      | 26 settembre 1988 |
| Capolista stagionale | Paweł Fajdek    | 82,98 m | Chorzów   | 30 maggio 2021    |

Mercoledì 4 agosto, ore 18,30.
| Pos.    | Atleta            | Nazione       | Lanci | Lanci | Lanci | Lanci           | Lanci           | Lanci           | Misura | Note                                     |
| Pos.    | Atleta            | Nazione       | 1°    | 2°    | 3°    | 4°              | 5°              | 6°              | Misura | Note                                     |
| ------- | ----------------- | ------------- | ----- | ----- | ----- | --------------- | --------------- | --------------- | ------ | ---------------------------------------- |
| Oro     | Wojciech Nowicki  | Polonia       | 81,18 | 81,72 | 82,52 | 81,39           | 82,06           | n               | 82,52  | Miglior prestazione personale            |
| Argento | Eivind Henriksen  | Norvegia      | 79,18 | 79,06 | 80,31 | 77,78           | 81,58           | 80,02           | 81,58  | Record nazionale                         |
| Bronzo  | Paweł Fajdek      | Polonia       | 77,58 | 78,58 | 78,83 | 78,04           | 81,53           | 79,66           | 81,53  |                                          |
| 4       | Mychajlo Kochan   | Ucraina       | 77,91 | 80,39 | n     | 79,79           | 78,81           | 77,52           | 80,39  |                                          |
| 5       | Quentin Bigot     | Francia       | 77,93 | 79,39 | 78,30 | 78,84           | n               | 75,78           | 79,39  |                                          |
| 6       | Nick Miller       | Gran Bretagna | 77,88 | n     | 77,46 | 77,64           | n               | 78,15           | 78,15  | Miglior prestazione personale stagionale |
| 7       | Rudy Winkler      | Stati Uniti   | 77,08 | n     | 75,95 | n               | 75,34           | n               | 77,08  |                                          |
| 8       | Valeriy Pronkin   | ROC           | 76,72 | n     | n     | n               | 75,97           | 74,73           | 76,72  |                                          |
| 9       | Eşref Apak        | Turchia       | 76,22 | 76,71 | 74,28 | Non qualificati | Non qualificati | Non qualificati | 76,71  |                                          |
| 10      | Javier Cienfuegos | Spagna        | 74,62 | n     | 76,30 | Non qualificati | Non qualificati | Non qualificati | 76,30  |                                          |
| 11      | Daniel Haugh      | Stati Uniti   | n     | 76,22 | n     | Non qualificati | Non qualificati | Non qualificati | 76,22  |                                          |
| 12      | Serghei Marghiev  | Moldavia      | 73,28 | 75,24 | 74,95 | Non qualificati | Non qualificati | Non qualificati | 75,24  |                                          |